# Козыревка (вулкан)
Козыре́вка — щитовой вулкан в России, на Камчатке. Его высота 2016 метров, диаметр 10 км, а площадь 72 км². Является самой высокой точкой Козыревского хребта. От вулкана берут начало реки Сухарики, Козыревка и Быстрая. Объем изверженного материала около 20 км³. Назван в честь путешественника Ивана Козыревского.